# Milán-San Remo 1939
La Milán-San Remo 1939 fue la 32.ª edición de la Milán-San Remo. La carrera se disputó el 19 de marzo de 1939. El vencedor final el italiano Gino Bartali, que conseguía la primera de las cuatro victorias que ganó en esta carrera. 

## Clasificación final
| Posición | Ciclista         | Equipo        | Tiempo     |
| -------- | ---------------- | ------------- | ---------- |
| 1        | Gino Bartali     | Legnano       | 7h 31' 46" |
| 2        | Aldo Bini        | Bianchi       | m. t.      |
| 3        | Osvaldo Bailo    | Bianchi       | m. t.      |
| 4        | Pietro Chiappini | Il Littoriale | m. t.      |
| 5        | Mario Vicini     | Lygie         | m. t.      |
| 6        | Mario Ricci      | -             | + 2' 11"   |
| 7        | Cino Cinelli     | Frejus        | + 2' 25"   |
| 8        | Pierino Favalli  | Legnano       | m. t.      |
| 9        | Adriano Vignoli  | Lygie         | + 3' 09"   |
| 10       | Glauco Servadei  | Ganna         | + 4' 14"   |